# Tasjkentdeklarationen
Tasjkentdeklarationen (engelska: Tashkent Declaration) undertecknades av Indien och Pakistan den 10 januari 1966 i Tasjkent i Uzbekiska SSR i Sovjetunionen, efter Indo-pakistanska kriget 1965. Parterna gick då med på att lösa sina konflikter fredligt.

### Fotnoter
1. ↑  ”The 1965 War” (på engelska). BBC. 19 mars 1965. http://news.bbc.co.uk/hi/english/static/in_depth/south_asia/2002/india_pakistan/timeline/1965.stm. Läst 30 januari 2015.